# Philippe Khorsand
Philippe Khorsand (* 17. Februar 1948 in Paris; † 29. Januar 2008 ebenda) war ein französischer Schauspieler.

## Leben und Karriere
Khorsand, der der Sohn einer Französin und eines Iraners war, spielte in den 1970er Jahren kleinere Rollen, so neben Jean Yanne in Georges Lautners Der große Coup des Kommissars (1971), neben Michel Piccoli in Wer die Zügel hält (1979) und neben Claude Jade in Nous ne l'avons pas assez aimée (1979).
1979 schrieb er sich selbst in Rien ne va plus die Hauptrolle neben Jacques Villeret. International bekannt wurde er 1982 durch die Fernsehserie Merci Bernard. Es folgten die Rolle des Jo Longman in Claude Lelouchs Édith-Piaf-Film Edith und Marcel (1983), der Hippie-Kommunen-Patron Eric in Kleiner Spinner (1984) und 1988 die Rolle des Sammy neben Wojciech Pszoniak in Pierre Boutrons Die Schwellenjahre.
In den 1990ern betrog er seine von Claude Jade gespielte Ehefrau in Tableau d’honneur (1992) und jagte 1995 in Lelouchs Version von Die Elenden Jean-Paul Belmondo alias Jean Valjean. Im neuen Jahrtausend war Khorsand bis auf wenige Kino-Ausnahmen (2004 neben Jean-Pierre Léaud in Die Affaire Marcorelle und 2004 als Jean-Paul in Victoire mit Sylvie Testud und Mylène Demongeot) vor allem in Fernsehfilmen und -serien beschäftigt.

## Filmografie (Auswahl)
- 1971: Der große Coup des Kommissars (Laisse aller… c’est une valse)
- 1979: Wer die Zügel hält (Le mors aux dents)
- 1980: Inspektor Loulou – Die Knallschote vom Dienst (Inspecteur la Bavure)
- 1983: Edith und Marcel (Édith et Marcel)
- 1983: Zwei irre Spaßvögel (Les compères)
- 1984: Kleiner Spinner (P’tit con)
- 1984: Blutiger Asphalt (Mort aux ténors)
- 1987: Schütze deine Rechte (Soigne ta droite)
- 1987: Die Superohren (Les oreilles entre les dents)
- 1988: Schwellenjahre (Les années sandwiches)
- 1992: Das Zebra (Le zèbre)
- 1992: Ferien im Fegefeuer (Vacances au purgatoire)
- 1992: Tableau d’honneur
- 1994: Die Rache der Blonden (La vengeance d’une blonde)
- 1995: Les misérables
- 1996: Männer und Frauen – Eine Gebrauchsanweisung (Hommes, femmes, mode d’emploi)
- 1998: Si je t’aime… Prends garde à toi
- 2000: L‘affaire Marcorelle
- 2001: Kommissar Navarro (Navarro; Fernsehserie, 1 Folge)